# Jakob Verbruggen
Jakob Verbruggen (Merksem, 1980) is een Vlaamse televisie- en filmregisseur.
Verbruggen studeerde af in 2002 aan het RITS van de Erasmushogeschool te Brussel. Hij startte als regieassistent onder Erik Van Looy en Jan Verheyen.
Hij is de regisseur van de televisiereeksen en de langspeelfilm van Code 37. Nadien volgden de series Zuidflank en het eerste seizoen van de Britse detectivereeks The Fall en de serie London Spy. Eind 2015 regisseerde hij voor Netflix de voorlaatste aflevering en de seizoensfinale van het vierde seizoen van House of Cards.
Jakob is de neef van acteur Herman Verbruggen.

## Carrière
- 16+ (2006)
- 180 (2008)
- Vermist (eerste seizoen, 2008)
- Code 37 (reeks 1 en 2, 2009-2010)
- Code 37 (film, 2011)
- Code 37 (reeks 3, 2011-2012)
- Zuidflank (2013)
- The Fall (2013)
- Cordon (2014), als afroeper
- London Spy (reeks 1, 2015)
- House of Cards (2 afl., 2016)
- Black Mirror (1 afl., 2016)
- The Alienist (3 afl., 2018) ook uitvoerend producent
- The Twilight Zone (seizoen 1, afl. 6, 2019) als regisseur

- Gemeinsame Normdatei: 1067420827
- International Standard Name Identifier: 0000 0004 2311 0405
- Nationale Bibliotheek van Israël: 987007393335605171
- Système universitaire de documentation: 191627623
- Virtual International Authority File: 305801781